# Kugelpfanne

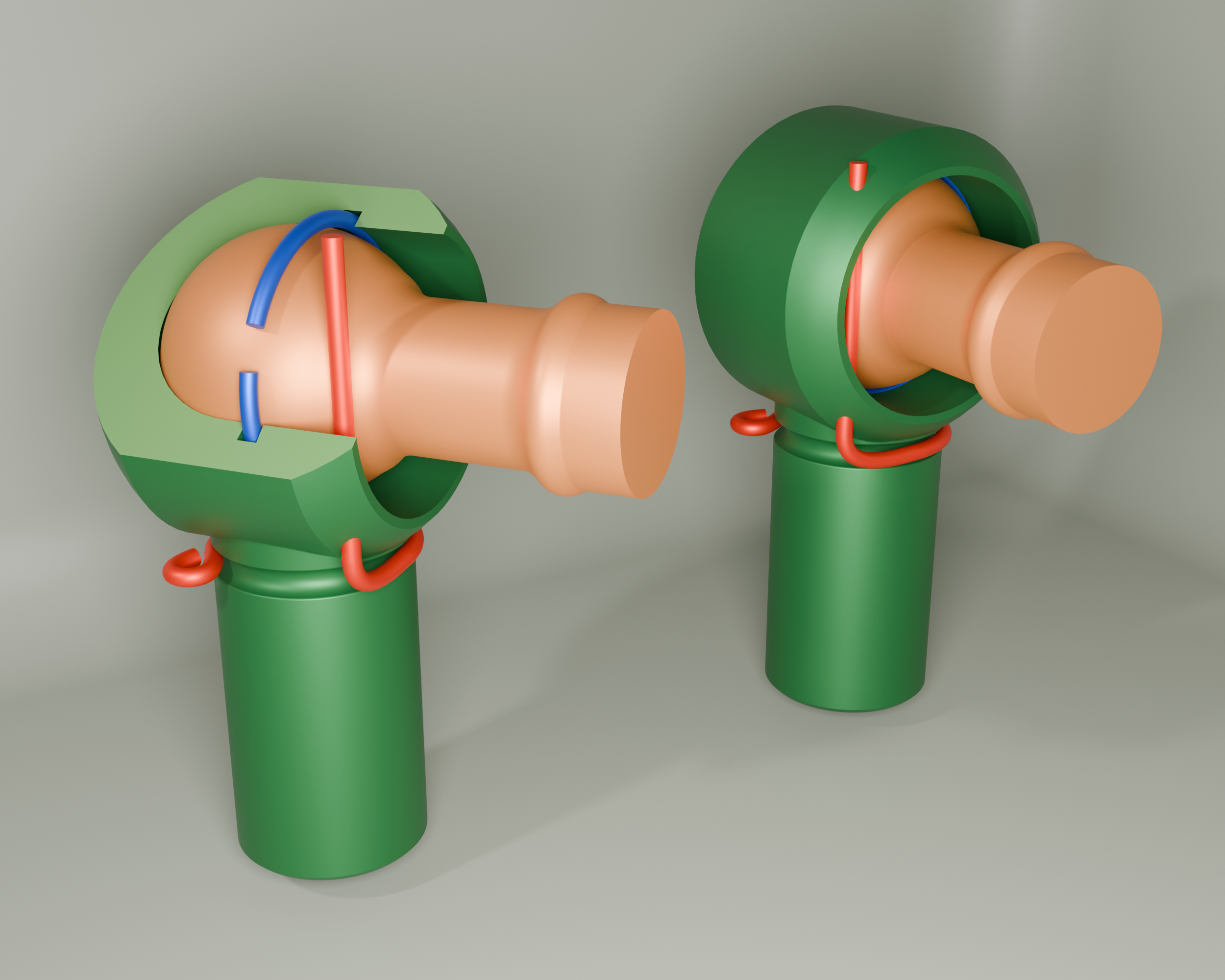
Schematische Darstellung einer Kugelpfanne (grün) wie sie im Fahrzeugbau zur Befestigung von Gasdruckfedern verwendet wird. Der Kugelkopf (Ø10mm/orange) wird in die Kugelpfanne „eingeklickt“, durch den Sprengring (blau) automatisch fixiert und zusätzlich durch einen Sicherungsbügel (rot) gesichert.

Eine Kugelpfanne ist im Maschinenbau ein Teil der Kugelgelenk-Lagerung. Die Kugelpfanne nimmt den kugeligen Gelenkkopf auf. Dabei wird die Kugel so weit von der Kugelpfanne umschlossen, dass nur rotatorische Bewegungen möglich sind.
Kugelpfannen werden u. a. bei der Automobilfertigung eingesetzt. Sie finden bei Fahrzeuglenkungen, Anhängerkupplungen und der Befestigung von Gasdruckfedern Verwendung.
Ebenso wird der Begriff in der Anatomie verwendet, siehe hierzu Kugelgelenk.